# ホークマン
ホークマン（英: Hawkman）は、DCコミックスの出版するアメリカン・コミックスに登場する架空のスーパーヒーロー。ガードナー・フォックスとデニス・ネビルによって創造され、1940年の"Flash Comics #1"で初登場した。

## 書誌情報
| タイトル                               | 発売年 | ISBN           |
| -------------------------------------- | ------ | -------------- |
| Golden Age Hawkman Archives            | 2006年 | 978-1401204181 |
| The Hawkman Omnibus                    | 2012年 | 978-1401232221 |
| Hawkman Vol.1 Endless Flight           | 2003年 | 978-1563899522 |
| Hawkman Vol.2 Enemies&Allies           | 2004年 | 978-1401201968 |
| Hawkman Vol.3 Wings of Fury            | 2005年 | 978-1401204679 |
| Hawkman Vol.4 Rise of the Golden Eagle | 2006年 | 978-1401210922 |
| Hawkman by Geoff Johns Book One        | 2017年 | 978-1401272906 |
| Hawkman by Geoff Johns Book Two        | 2018年 | 978-1401278342 |

## 映画
『ブラックアダム』 (2022年)
演 - オルディス・ホッジ

## ドラマ
『レジェンド・オブ・スーパーヒーローズ 』(1979年)
演 - ビル・ナッコルズ
『ヤング・スーパーマン』 (2001年-2010年)
演 - マイケル・シャンクス
『ARROW/アロー』 (2012年-現在)
演 - フォーク・ヘンチェル
『THE FLASH/フラッシュ』 (2014年-現在)
演 - フォーク・ヘンチェル
『レジェンド・オブ・トゥモロー』 (2016年-現在)
演 - フォーク・ヘンチェル

## アニメ

### テレビアニメ
スーパーマン新冒険 (1967年-1968年)
声 - ヴィック・ペラン
スーパーフレンズ (1973年-1986年)
声 - ジャック・エンジェル
ジャスティス・リーグ (2001年-2004年)
声 - ビクター・リバース
ジャスティス・リーグ・アンリミテッド (2004年-2006年)
声 - ジェームズ・レマー
ザ・バットマン (2004年-2008年)
声 - ロバート・パトリック
バットマン:ブレイブ&ボールド (2008年-2011年)
声 - ウィリアム・カット
ジャスティス・リーグ・アクション (2016年-現在)
声 - トロイ・ベイカー

### 長編アニメ
スーパーマン/バットマン:パブリック・エネミー (2009年)
声 - マイケル・ガフ
LEGO スーパー・ヒーローズ:ジャスティス・リーグ〈クローンとの戦い〉 (2015年)
声 - フィル・モリス

## ゲーム
レゴ バットマン2 DCスーパーヒーロー (2012年)
声 - トロイ・ベイカー
LEGO バットマン3 ザ・ゲーム ゴッサムから宇宙へ (2014年)
声 - トラヴィス・ウィリン